# Robelis Despaigne
Robelis Despaigne Sanquet (ur. 9 sierpnia 1988 w Santiago de Cuba) – kubański zawodnik taekwondo,  mieszanych sztuk walki (MMA) i karate. Brązowy medalista letnich igrzysk olimpijskich z Londynu w kategorii +80 kg. Obecnie związany z organizacją Karate Combat.  

## Życiorys
Robelis Despaigne spędził swoje młode lata na Kubie, gdzie już w wieku dziewięciu lat rozpoczął treningi taekwondo. Po siedmiu latach dokonał niezwykłego wyczynu, zdobywając upragnione miejsce w narodowej drużynie taekwondo – stanowisko, które piastował z wyróżnieniem przez imponujące 15 lat. Szczyt jego kariery w taekwondo nastąpił w 2012 roku, kiedy z dumą reprezentował Kubę na Igrzyskach Olimpijskich odbywających się w Londynie, zdobywając brązowy medal w kategorii wagi ciężkiej.
Jednak nawet u szczytu swoich sukcesów w taekwondo zmagał się z rosnącym niezadowoleniem. W 2012 roku wśród pogłosek o niezadowoleniu ze stanu sportu na Kubie zdecydował się na znaczącą zmianę. Zachęcony przez swojego trenera do trenowania mieszanych sztuk walki (MMA), początkowo wahał się z obawy o reputację tego sportu związaną z wieloma nokautami. W końcu, po obejrzeniu walk i uświadomieniu sobie swojego potencjału, Despaigne podjął odważną decyzję o wejściu do świata MMA.
W 2019 roku rozpoczął na Kubie treningi typowe dla MMA, włączając do swoich dotychczasowych treningów grappling. W obliczu opóźnień związanych z pandemią Despaigne podjął kluczową decyzję o przeprowadzce do Orlando na Florydzie w 2022 r., gdzie nadal mieszka i trenuje.
W 2022 roku zadebiutował w MMA.

## Kariera w taekwondo
Despaigne zdobył brązowy medal na Letnich Igrzyskach Olimpijskich 2012 w konkurencji +80 kg. Pokonał Chika Chukwumerije w pierwszej rundzie, po czym w ćwierćfinale przegrał z Anthonym Obame. Ponieważ Obame dotarł do finału, Despaigne został zgłoszony do repasażu. Tam pokonał Kaino Thomsen-Fuatagę, jednak walka została przerwana ze względu na różnicę punktów. Później pokonał Dabę Modibo Keitę w swoim meczu o brązowy medal walkowerem, ponieważ Keita nie mógł rywalizować z powodu kontuzji.

## Lista zawodowych walk w MMA
| Wynik     | Bilans | Przeciwnik (bilans przed walką) | Rozstrzygnięcie       | Runda | Czas | Rozgrywki                              | Data       | Miejsce     | Uwagi        |
| --------- | ------ | ------------------------------- | --------------------- | ----- | ---- | -------------------------------------- | ---------- | ----------- | ------------ |
| Przegrana | 5-2    | Austen Lane (12-5)              | Decyzja (jednogłośna) | 3     | 5:00 | UFC Fight Night: Pereira vs. Hernandez | 19.10.2024 | Las Vegas   |              |
| Przegrana | 5-1    | Waldo Cortes-Acosta (11-1)      | Decyzja (jednogłośna) | 3     | 5:00 | UFC Fight Night: Lewis vs. Nascimento  | 11.05.2024 | Saint Louis |              |
| Wygrana   | 5-0    | Josh Parisian (15-7)            | KO (kontrujący prawy) | 1     | 0:18 | UFC 299                                | 09.03.2024 | Miami       | Debiut w UFC |
| Wygrana   | 4-0    | Miles Banks (1-0)               | KO (cios)             | 1     | 0:03 | Fury FC 84                             | 03.12.2023 | Houston     |              |
| Wygrana   | 3-0    | Stevie Payne (0-0)              | TKO (ciosy pięściami) | 1     | 0:03 | Fury Challenger Series 7               | 25.09.2023 | Houston     |              |
| Wygrana   | 2-0    | Travis Gregoire (0-0)           | TKO (ciosy pięściami) | 1     | 0:12 | Fury FC 80                             | 25.06.2023 | Houston     |              |
| Wygrana   | 1-0    | Katuma Mulumba (0-0)            | TKO (ciosy pięściami) | 1     | 4:54 | Titan FC 77                            | 03.06.2022 | Miramar     | Debiut w MMA |

## Lista walk w karate
| Wynik   | Bilans | Przeciwnik          | Rozstrzygnięcie                                | Runda | Czas | Rozgrywki        | Data       | Miejsce | Uwagi                                  |
| ------- | ------ | ------------------- | ---------------------------------------------- | ----- | ---- | ---------------- | ---------- | ------- | -------------------------------------- |
| Wygrana | 6-0    | Zach Pauga          | TKO (przerwanie przez lekarza - kontuzja oka)) | 1     | 3:00 | Karate Combat 55 | 18.07.2025 | Miami   | Wygrał turniej Last Man Standing       |
| Wygrana | 5-0    | Timothy Johnson     | TKO (ciosy pięściami)                          | 1     | 0:20 | Karate Combat 55 | 18.07.2025 | Miami   | Półfinał turnieju Last Man Standing    |
| Wygrana | 4-0    | Saulo Cavalari      | Decyzja (jednogłośna)                          | 2     | 3:00 | Karate Combat 55 | 18.07.2025 | Miami   | Ćwierćfinał turnieju Last Man Standing |
| Wygrana | 3-0    | Roggers Souza       | KO (cios pięścią)                              | 1     | 0:08 | Karate Combat 53 | 28.02.2025 | Denver  |                                        |
| Wygrana | 2-0    | Marcos Brigagão     | KO (ciosy pięściami)                           | 1     | 0:12 | Karate Combat 52 | 24.01.2025 | Miami   |                                        |
| Wygrana | 1-0    | Dominik Jędrzejczyk | KO (cios pięścią)                              | 1     | 0:04 | Karate Combat 51 | 19.12.2024 | Miami   |                                        |